# 阳台山线路所
阳台山线路所是京港高速铁路赣深段上的一座线路所，位于广东省深圳市龙华区大浪街道阳台山森林公园内，隶属于中国铁路广州局集团有限公司。线路所现仅办理列车通过，不办理客货运业务。

## 概况
线路所位于京港高速铁路羊台山隧道处，京港高速铁路正线以道岔直向通过线路所，阳深联络线以道岔侧向从京港高速铁路正线上分出，分别经羊台山1号与羊台山2号隧道连接深圳北站。此外，出隧道后阳深联络下行线上亦岔出阳深疏解线（单线），上跨广深港高铁从东侧外包接入深圳北站内，以便于列车跨线运行。
按设计，京港高速铁路的终点是位于深圳市南山区的西丽站，而当前因阳台山所至西丽站的正线仍在建设中，阳台山线路所西丽端的正线仍为封闭状态，所有列车需於阳台山所侧向出岔经阳深联络线进出深圳北站。